# Adesmus bisellatus
Adesmus bisellatus là một loài bọ cánh cứng trong họ Cerambycidae.